# Bouenza (Fluss)
Der Bouenza ist der rechter Nebenfluss des Kouilou in der Republik Kongo.

## Verlauf
Der Fluss hat seine Quelle wenige Kilometer nördlich des Eckpunktes zwischen den Departements Plateaux, Pool und Lékoumou auf dem Batéké-Plateau. Er bildet zunächst die Grenze zwischen den Departements Pool und Lékoumou, dann zwischen Lékoumou und Bouenza. In diesem Abschnitt hat er einen sehr geraden Verlauf Richtung Südwesten. Dann macht er eine steile Wendung von unter 90° und fließt in südöstlicher Richtung seiner Mündung, 30 km östlich von Madingou, zu.
Der Bouenza hat keine größeren Nebenflüsse.

## Hydrometrie
Die Durchflussmenge des Bouenza wurde am Wehr in Moukoukoulou-Mianbou knapp 50 Kilometer flussaufwärts von der Mündung, über die Jahre 1948 bis 1964 gemittelt, gemessen (in m³/s).